# Камышанский, Пётр Константинович
Пётр Константинович Камышанский (1863—1910) — прокурор Санкт-Петербургской судебной палаты в 1906—1909 годах, проведший ряд заметных политических процессов, вятский губернатор, камергер.

## Биография
Православный. Из потомственных дворян Подольской губернии. Сын офицера.
В 1888 году окончил Санкт-Петербургский университет со степенью кандидата прав и поступил на службу кандидатом на судебные должности при Кишиневском окружном суде. В 1892 году был назначен товарищем прокурора Могилевского окружного суда, в 1896 году был перемещен на ту же должность в Киев, а в 1897 году — в Санкт-Петербург. В 1901 году был назначен прокурором Витебского окружного суда, а в 1902 году — товарищем председателя Санкт-Петербургского окружного суда.
17 января 1904 года назначен товарищем прокурора Санкт-Петербургской судебной палаты, а 21 января 1906 года — прокурором той же палаты. В этой должности провёл ряд сложных политических процессов, вызванных революционными событиями 1905—1907 годов: его перу принадлежал обвинительный акт по делу о Выборгском воззвании, он выступал обвинителем по делу о Петербургском совете рабочих депутатов, по его инициативе был произведен арест Хрусталева-Носаря и других революционеров. Был обвинителем Корнея Чуковского в деле об «оскорблении величества». Под его же руководством петербургская прокуратура производила сложное дело о социал-демократической организации, в которую входили многие члены II Государственный думы. 22 апреля 1907 года был произведен в действительные статские советники, а 30 июля того же года — пожалован в звание камергера. 6 апреля 1909 года назначен вятским губернатором. Скоропостижно скончался от паралича сердца в ночь с 23 на 24 сентября 1910 года.
Похоронен на Никольском кладбище Александро-Невской лавры. Был женат на Екатерине Григорьевне Коцовской, детей не имел.

## Награды
- Орден Святого Станислава 2-й ст. (1900)
- Орден Святой Анны 2-й ст. (1903)
- Орден Святого Владимира 4-й ст. (1905)